# هنري أوليفر ووكر
هنري أوليفر ووكر (بالإنجليزية: Henry Oliver Walker)‏ هو رسام أمريكي، ولد في 14 مايو 1843 في بوسطن في الولايات المتحدة، وتوفي في 14 يناير 1929 في بيلمونت في الولايات المتحدة.